# Keith Thurman
Keith Thurman jr. (Clearwater, 23 november 1988) is een Amerikaans professioneel bokser. Hij bezit sinds 2013 de wereldtitel WBA-weltergewicht.
Thurman staat bekend om zijn zeer krachtige stoten. Hij vocht zijn eerste amateurwedstrijd in 1997. In totaal won hij 101 amateurwedstrijden voordat hij in 2007 zijn eerste profgevecht vocht tegen Kensky Rodney.